# 杨幸媛
杨幸媛（1941年—），女，生于日本东京，中国电影剪辑师，一级剪辑师，曾任中国电影剪辑学会会长，中国电影家协会理事。